# Col Haut de Ribeauvillé
Le col Haut de Ribeauvillé est un col du massif des Vosges situé à 743 m. Il est emprunté par la D416 qui relie Sainte-Marie-aux-Mines à Ostheim dans le Haut-Rhin.

## Toponymie
Le col Haut de Ribeauvillé est également appelé Haut de Sainte-Marie.

## Histoire
Il fut le théâtre de violents combats durant la Seconde Guerre mondiale.